# Brasseries du Cameroun
Les Sociétés Anonymes des Brasseries du Cameroun (SABC или BC) — пивоваренная компания в Камеруне. Офис и главный завод находятся в Дуала, а другие пивоварни — в Бафусаме, Дуала, Гаруа и Яунде. Les Brasseries et Glacieres Internationales (BGI) владеет 75 % долей в компании, а Heineken владеет 8,8 %. Президент Камеруна Поль Бийя является ещё одним крупным акционером.

## Пиво
Les Brasseries варит, разливает в бутылки и продаёт несколько марок пива: «33» Export, Beaufort, Castel и Tuborg, а также три сорта пива от De Hooiberg (The Haystack): Amstel, Heineken (с 2005) и Mützig. Les Brasseries разливает в бутылки и распространяет продукты Coca-Cola в Камеруне, а также местные безалкогольные напитки Top и Djino. Сегодня Les Brasseries du Cameroun занимает 75 % камерунского рынка пива и безалкогольных напитков. Объём продаж за 2000 год составил 170 миллиардов франков КФА (250 миллионов долларов США), а прибыль — 8,5 миллиардов франков КФА (11 миллионов долларов США). 95 % продаж приходятся на Камерун, а остальные 5 % приходились на экспорт в Чад, Экваториальную Гвинею и Габон. Компания начала строительство завода в Экваториальной Гвинее 14 ноября 2000 года. Его открыли в 2001 году. В своем годовом отчете за 2012 год (опубликованном 27 июня 2013 года) Les Brasseries произвела 4,97 миллиона гектолитров пива, что на 4,5 % больше, чем в 2011 году. Доля рынка пива в Камеруне составляет 82,2 %.

## Футбол
Les Brasseries владеет несколькими камерунскими футбольными командами и является крупным спонсором национальной сборной Камеруна по футболу. С 1994 года SABC управляет футбольной школой в Дуале, которая называется l'École de Football des Brasseries du Cameroun (EFBC). Многие из звездных игроков Камеруна прошли через это учреждение. В сентябре 2008 года Brasseries Du Cameroun объявила о приобретении контрольного пакета акций SIAC Isenbeck, которая является дочерней компанией немецкой группы Warsteiner. Это важный шаг Warsteiner по переориентации управления своими интересами в Африке посредством децентрализации и партнерства. SIAC Isenbeck, которая начала свою деятельность в Камеруне около десяти лет назад, потерпела серьёзную неудачу.

## История компании
Les Brasseries была основана в 1948 году как дочерняя компания французской компании les Brasseries et Glaceries d’Indochine (BGI). Первый завод компании был в Дуале, другие открылись в Яунде, затем в Гаруа, Бафусаме и, наконец, Лимбе. Значительные прибыли и рост позволили компании создать собственные дочерние предприятия, в том числе производство минеральной воды Tangui и завод стеклотары. Les Brasseries был единственным поставщиком таких бутылок в Камеруне, поэтому даже его конкуренты полагались на него в этом.
Les Brasseries владела монополией на камерунском рынке до 1982 года, когда было начато производство Nouvelles brasseries africaines (NOBRA). В 1987 году Les Brasseries активизировала свою деятельность. Однако в том же году произошла общенациональная рецессия, и Brasseries du Cameroun изо всех сил пыталась оставаться прибыльной в течение большей части следующего десятилетия. Несколько заводов компании дали ей решающее преимущество перед конкурентами, значительно облегчив распространение по стране. Даже когда SBAC была вынуждена закрыть свою пивоварню в Лимбе, у неё всё ещё оставалось три завода. Когда в 1995 году экономика Камеруна несколько восстановилась, восстановилась и Brasseries du Cameroun. Частично это произошло из-за более широкого использования местных материалов, таких как кукуруза вместо импортного ячменя. К 1997 году финансовое положение компании было сопоставимо с тем, что было десятью годами ранее, хотя количество сваренных бутылок было лишь примерно вдвое меньше, чем в 1987 году.
Материнская компания Les Brasseries du Cameroun, BGI, была куплена Castel Group, компанией, более известной своими винами, в 1990 году. К концу десятилетия les Brasseries захватили 70 % алкогольных напитков Камеруна и 80 % рынка безалкогольных напитков/ В 1994 году данные SABC показали, что пивоварня произвела 207 500 000 л пива и 56 000 000 л безалкогольных напитков.